# Леонидов, Лев Яковлевич
Лев Я́ковлевич Леони́дов (1889, Российская империя — 1952, Москва, СССР) — русский и советский фотограф, мастер портрета и фоторепортажа, автор широко известных изображений Ф. И. Шаляпина и В. И. Ленина, фотокорреспондент журналов «Огонёк» и «Советское фото».

## Биография и творчество
Лев Леонидов жил и работал в Москве. До революции главными темами его творчества были театральная жизнь и люди искусства. В 1900—1910-х годах им сделаны групповые фотографии труппы Малого театра, фотопортреты актёров, запечатлены сцены из спектаклей. Съёмка производилась Леонидовым в фотоателье, в зданиях, где устраивались выездные гастрольные спектакли.

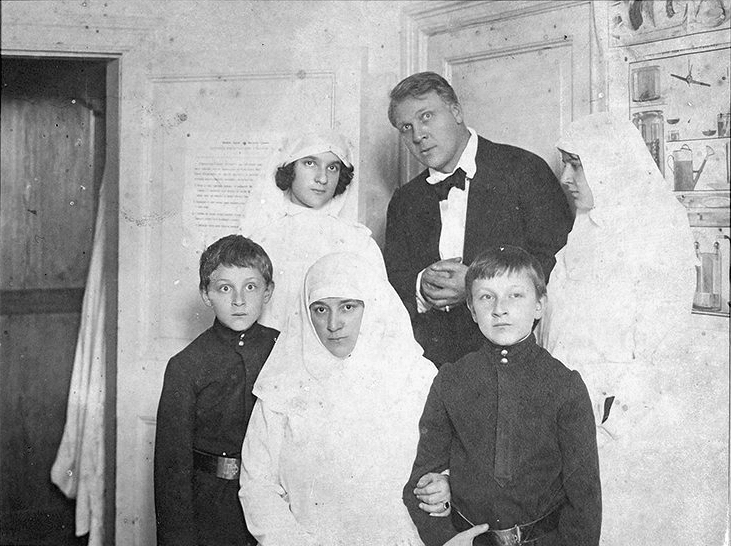
^{Ф. И. Шаляпин с семьёй в военном госпитале, 1915 год}

После публикации серии фотографий «Ф. И. Шаляпин в кругу семьи» в журнале «Заря» в 1916 году Леонидов был приглашён в журнал «Огонёк».
Последним его аполитичным фоторепортажем стал пожар Театра Незлобина 14 января 1917 года. Одна из первых леонидовских фотографий послереволюционных дней — камера Таганской тюрьмы, где в 1906 году находился председатель Государственной думы С. А. Муромцев.
В 1917 году в журналах публиковались снимки Леонидова, запечатлевшие прошедшую в Москве 12 августа массовую забастовку в ответ на созванное Временным правительством государственное совещание. Им были запечатлены П. А. Кропоткин, П. Н. Милюков, генерал М. В. Алексеев, Е. К. Брешко-Брешковская, Н. В. Чайковский. В том же году фотограф поступает на работу в созданное агентство Центропечать, разместившееся на Тверской улице, 38. Им организован фотоотдел при агентстве, налажен выпуск агитационных плакатов и открыток.
Октябрьскую революцию и Гражданскую войну снимали многие, но осталось лишь несколько имён — Пётр Оцуп, Виктор Булла, Яков Штейнберг, Павел Жуков, Алексей Савельев, Пётр Новицкий, Лев Леонидов, Григорий Гольдштейн, Александр Дорн. Все они представители традиционной регистрирующей фотографии, для которой документальность и беспристрастность превыше всего.
Леонидов производит съёмки партийных конференций, съездов, праздничных демонстраций. В 1918 году становится корреспондентом петроградского иллюстрированного журнала «Пламя», фиксирует все новые памятники, появляющиеся на улицах Москвы, открытие мемориальных досок. Многие из объектов впоследствии утрачены и известны только по его фотографиям (памятник Робеспьеру в Александровском саду, поэтам А. Кольцову и И. Никитину, художнику О. Кипренскому и др.).
Леонидовым был неоднократно запечатлён облик В. И. Ленина, его воспоминания о том, как производились эти съёмки, опубликованы в журнале «Советское фото» в 1926 году. Первая фотография Ленина была сделана Леонидовым 7 ноября 1918 года, у стены Сенатской башни Кремля, на открытии мемориальной доски в честь погибших борцов революции. В числе объектов «чёткого по рисунку и композиционно охватывающего широкую панораму» снимка были также Я. М. Свердлов, В. А. Аванесов, Н. И. Подвойский, Г. И. Окулова, М. Ф. Владимирский и другие представители партийного руководства.
Фотосъёмки вождя производились Леонидовым как в помещениях, так и на пленэре, сохранились выполненные им индивидуальные и групповые портреты. В числе известных оставленных им исторических фотодокументов — фотографии президиума VIII съезда РКП (б), групповой фотопортрет «В. И. Ленин, Демьян Бедный и делегат VIII съезда РКП(б) от Украины Ф. Панфилов», «В. И. Ленин в группе делегатов X съезда РКП(б)». Фотографом запечатлены также Ленин с Н. К. Крупской на Красной площади на праздновании 1 мая 1919 года, приезд Ленина в Центропечать для записи речей на грампластинки, Ленин в окружении народа на ступенях трибуны в день празднования 2-й годовщины революции, «Речь В. И. Ленина на Свердловской площади в день отправки войск на польский фронт» и другие сюжеты.
C середины 1920-х годов Леонидов становится постоянным фотокорреспондентом журнала «Прожектор», с 1926 года сотрудничает с журналом «Советское фото», выступая в том числе в качестве автора, делящегося профессиональным опытом. В конце 1920-х создаёт галерею портретов писателей — А. Серафимович, Ф. Гладков, С. Подъячев, И. Касаткин, А. Чапыгин, П. Низовой, А. Воронский, А. Безыменский, И. Ильф, И. Уткин и др.
В 1928 году Леонидов участвует в выставке «Советская фотография за 10 лет», проходившей в помещении бывшего Музея Красной Армии на Воздвиженке, входит в состав её комитета.
Фототека Льва Леонидова использовалась для исторических справок — к его фотодокументам обращались режиссёр Борис Барнет и художник Александр Родченко при подготовке фильма «Москва в Октябре» (1927). Благодаря запечатлённым фотохудожником кадрам создателям картины удалось воссоздать исторический облик ряда персонажей, а также разыскать участников Московского восстания для консультаций. Воспоминания и фотографии художника используются историками для уточнения датировок исторических событий.

## Наследие
Оригиналы исторических фотодокументов, сделанных Львом Леонидовым, не сохранились. Отпечатанные со стеклянных пластинок фотографии его работы находятся в Российском государственном архиве литературы и искусства, Российском государственном архиве кинофотодокументов, музейных фондах Малого театра, РИА Новости. Часть негативов хранится в музее-заповеднике «Сталинградская битва».

## Галерея

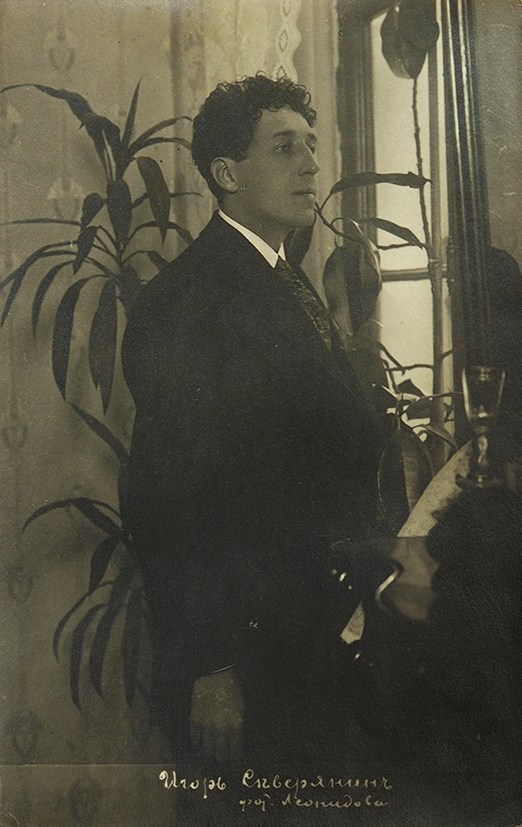
Игорь Северянин, конец 1900-х — начало 1910-х
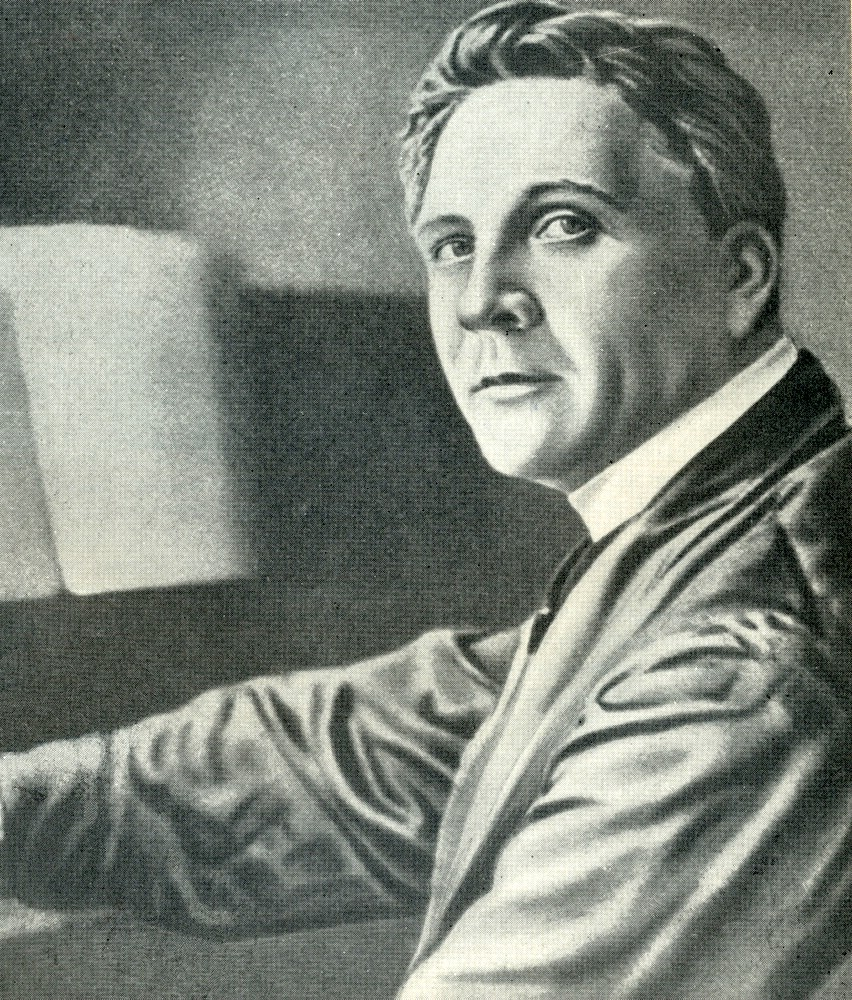
Ф. И. Шаляпин, 1916 год
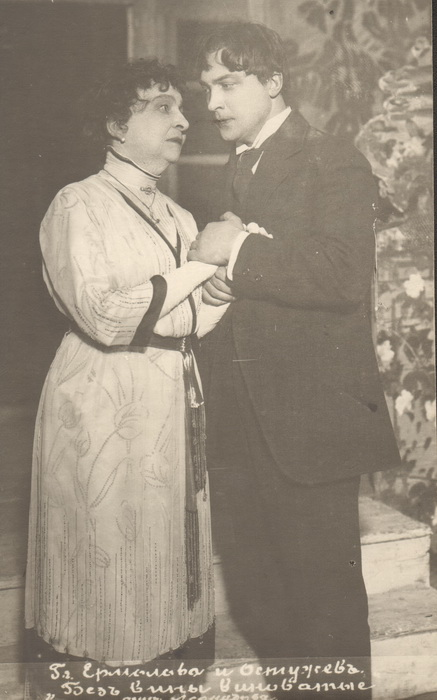
Актёры Малого театра М. Н. Ермолова и А. А. Остужев в спектакле «Без вины виноватые», 1913 год
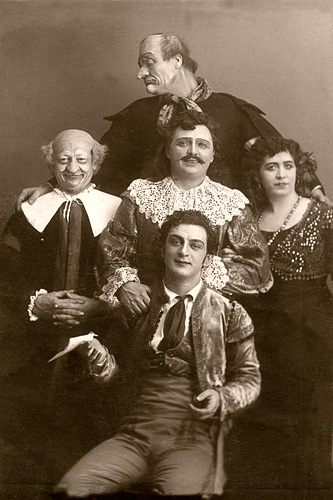
Ф. И. Шаляпин, А. М. Лабинский, В. А. Лосский, М. Н. Каракаш, А. В. Нежданова — участники спектакля Большого театра «Севильский цирюльник», 1913 год
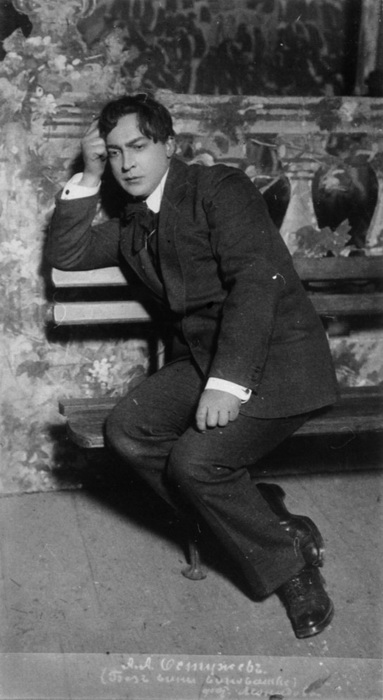
А. А. Остужев в роли Незнамова, «Без вины виноватые», 1908 год

## Комментарии
1. ↑  Снимок сделан Леонидовым 5 мая 1920 года, журнал «Советское фото» указывает, что в некоторых источниках он ошибочно приписывался Г. Гольдштейну (Леонидов, 1926, с. 10).